# Bandiera del Kosovo
La bandiera del Kosovo è di forma rettangolare, con proporzione 5:7, di sfondo blu con disegnato il profilo della nazione in oro e sopra sei stelle bianche. La bandiera è stata adottata il 17 febbraio 2008, in seguito alla dichiarazione unilaterale di indipendenza — proclamata nulla dal parlamento serbo il 18 febbraio 2008 — da parte dell'assemblea del Kosovo riunita in parlamento davanti al presidente Fatmir Sejdiu.
La bandiera del Kosovo ricorda la bandiera della Bosnia ed Erzegovina, altro paese multietnico dell'ex Jugoslavia. Anche la bandiera della Bosnia ha, su campo blu, una forma triangolare, gialla, che rappresenta il territorio del paese, e ha delle stelle bianche a cinque punte.

## Significato
Le sei stelle bianche poste sulla parte superiore della bandiera sono un riferimento alle sei comunità etniche presenti in Kosovo: albanesi, bosgnacchi, gorani, rom, serbi e turchi.
Non è stato possibile utilizzare l'aquila bicefala nera (a due teste), simbolo dell'Albania, poiché si voleva evitare una discriminazione nei confronti delle etnie minoritarie.

## Bandiere storiche

Bandiera del Kosovo nel Regno di Jugoslavia
Bandiera del Kosovo nella Repubblica Socialista Federale di Jugoslavia
Bandiera del Kosovo in Serbia e Montenegro
Bandiera della Repubblica di Kosova (1991-1999)

## Bandiere utilizzate durante l'amministrazione delle Nazioni Unite
Durante l'amministrazione delle Nazioni Unite, il Kosovo non ha ricevuto una bandiera provinciale; ogni qual volta era necessaria una bandiera, era utilizzata la bandiera delle Nazioni Unite.
Stante il conflitto fra le etnie serba e albanese, i primi utilizzavano la bandiera della Serbia, i secondi la bandiera dell'Albania.

Bandiera delle Nazioni Unite, utilizzata in occasioni ufficiali e governative in Kosovo fino al 17 febbraio 2008
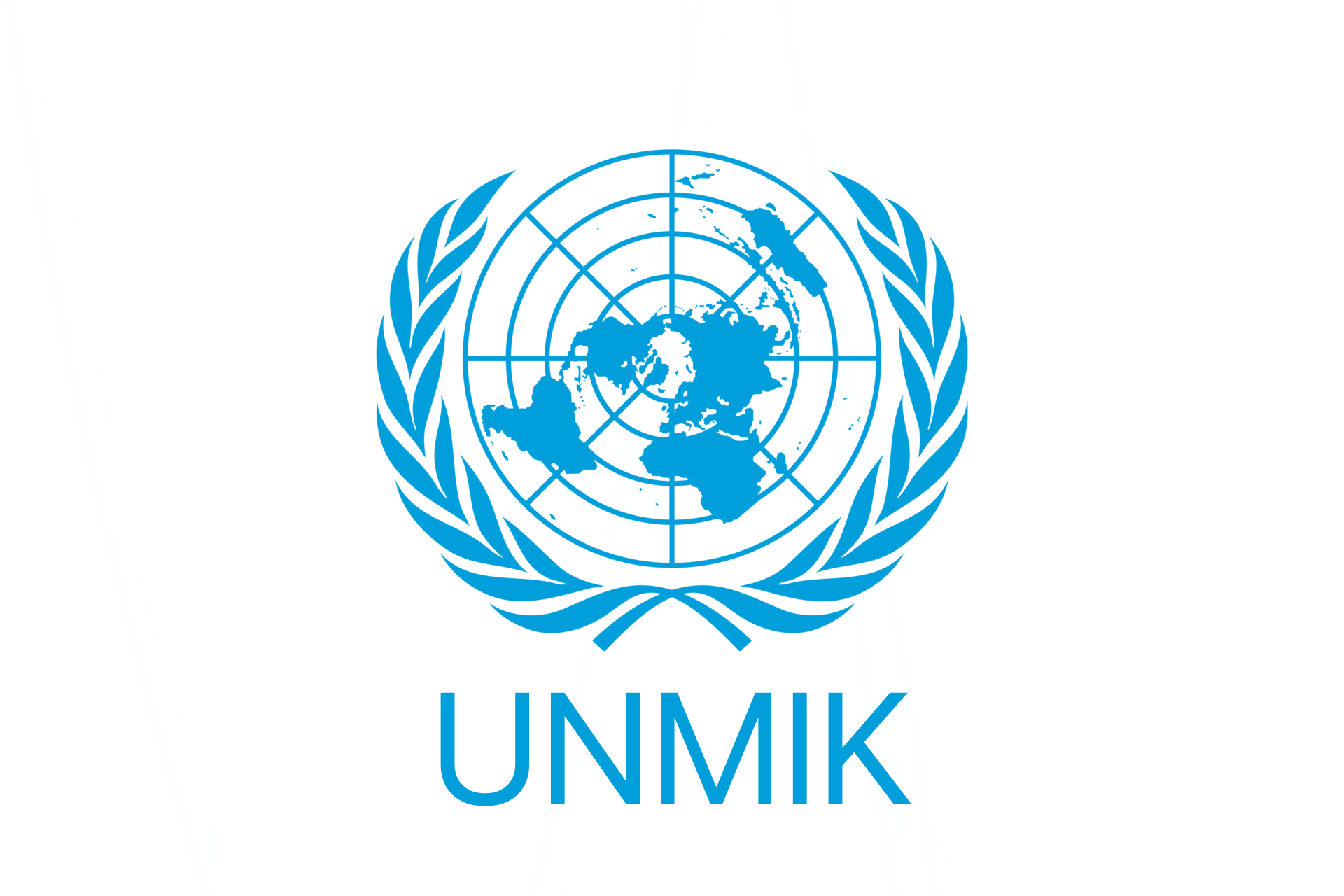
Bandiera dell'UNMIK (1999-)
Bandiera dell'Albania, utilizzata dalla maggioranza di etnia albanese in Kosovo.[2]
Bandiera della Serbia, utilizzata dalla minoranza di etnia serba in Kosovo.[2]
La non-ufficiale "Bandiera della Dardania", proposta da Ibrahim Rugova, occasionalmente utilizzata durante eventi sportivi.[3]
Bandiera della minoranza albanese nella Repubblica Socialista Federale di Jugoslavia